# Kesselhaus (Berlin-Lichtenberg)

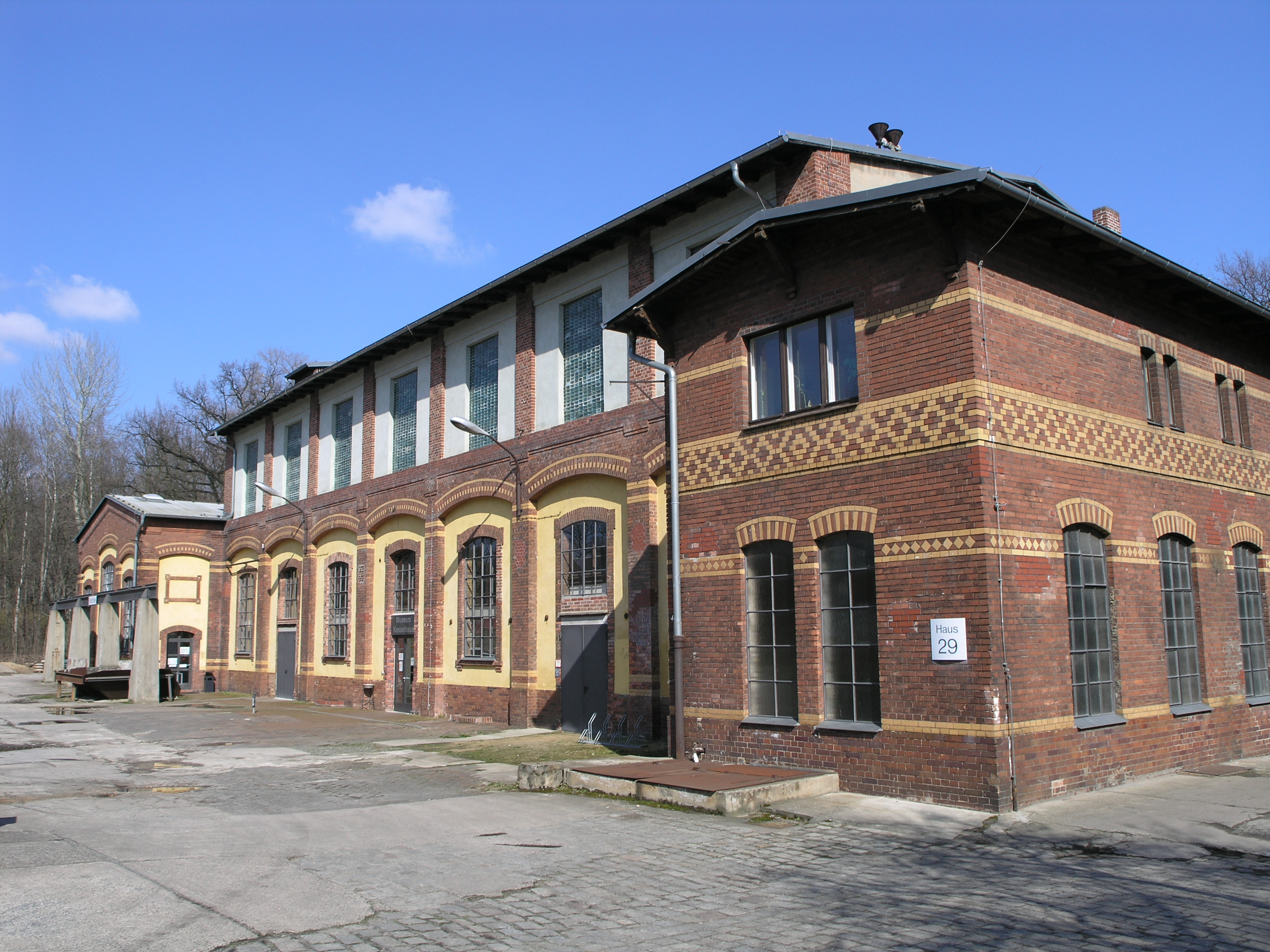
Kesselhaus auf dem Krankenhausgelände (KEH)

Das Kesselhaus (seit 2003 Museum Kesselhaus Herzberge) ist ein spätklassizistisches Backsteingebäude, ein Ensembleteil und steht auf dem Gelände des Evangelischen Krankenhauses Königin Elisabeth Herzberge (KEH) im Berliner Ortsteil Lichtenberg des Bezirks Lichtenberg.

## Geschichte
Das Kesselhaus wurde zusammen mit den anderen Gebäuden des Krankenhausgeländes zwischen den Jahren 1889 und 1893 vom Architekten Hermann Blankenstein gebaut. Die geziegelten Fassaden der drei rechtwinklig zueinander angeordneten Gebäudeteile bestehen aus dunkelroten Ziegeln im Reichsformat mit Ornamentstreifen aus ockergelben Ziegeln. Auch die zwei 46 Meter hohen Schornsteine zeigen sich in dieser Gestalt.
Wegen der technischen Erfordernisse änderte sich die Nutzung des Nord- und Südgebäudes des Hauses stetig anders als das Kesselhaus. Der südliche Teil des Hauses diente als Werkstatt- und Wohnbereich, wobei die Stromversorgung mittels Dynamos und die Akkumulatoren zunächst im nördlichen Gebäude untergebracht wurde. Im Jahr 1925 wurde das Krankenhausgelände an den damaligen öffentlichen Stromversorger angeschlossen. Im nördlichen Gebäudehaus hat man eine Anlage zur Wasseraufbereitung gebaut, die über Tiefbrunnen das Krankenhausgelände mit Wasser versorgt.
Nach dem Zweiten Weltkrieg wurden im Kesselhaus umfangreiche Sanierungsarbeiten an der Technik durchgeführt. Die zehn Doppelflammrohrkessel von der Firma Borsig zur Erzeugung von Wasserdampf für die Beheizung und Stromversorgung der Krankenhausanlage standen zwischen den Jahren 1892 und 1951 mittig im Kesselhaus. Aus der ehemaligen Neuen Reichskanzlei wurden vier Schrägrohrsektionalkessel ausgebaut. Nach dem Umbau wurden sie im nördlichen Teil des Kesselraums wieder eingebaut und gingen im Jahr 1951 in Betrieb. Zehn Jahre später kamen, um den steigenden Bedarf zu decken, zwei weitere Schrägrohrsektionalkessel zur leistungsfähigeren Dampferzeugung hinzu, diesmal von der Firma VEB Vorwärmer- und Kesselbau Köthen. Im Jahr 1986 wurde das Krankenhausgelände an das örtliche Fernwärmenetz angeschlossen. Die letzten Kessel mussten wegen technischer Mängel und Substitution Anfang der 1990er Jahre ihren Betrieb einstellen. Die zwei 55 Meter hohen Schornsteine wurde in den Jahren 1984 und 1990 wegen Baumängeln abgerissen.
Zwischen den Jahren 2000 und 2003 gab es eine behutsame Rekonstruktion der Fassade, eine Konservierung der verbliebenen Kessel und man hat ein neues Nutzungskonzept beschlossen. Im Jahr 2001 wurde der Verein Museum Kesselhaus Herzberge e. V. gegründet, der die Sanierungsarbeiten begleitet hat. Es erfolgte ein originalgetreuer Nachbau der Industrieverglasung aus Gründen des Wärmeschutzes, innenseitige Aufdoppelung mittels einfacher Stahlrahmen, Einbau von zwei zusätzlichen Treppen als Fluchtwege, die Konservierung der Dampfkesselanlage, ein Rückbau nicht denkmalgerechter An- und Umbauten und die Sanierung und Reinigung des Backsteinmauerwerks innen und außen. Die Maßnahmen wurden gefördert aus den Mitteln des Landesdenkmalamtes Berlin, der Deutschen Stiftung Denkmalschutz, des Sonderprogramms Dach und Fach, des Arbeitsamtes Berlin Mitte und durch Spenden privater Förderer und Freunde des Vorhabens. Nach den Umbauarbeiten wurde das Haus am Tag des offenen Denkmals 2003 als Museum Kesselhaus Herzberge feierlich eröffnet. Außerdem kann der Theatersaal genutzt werden, es gibt eine medizinhistorische Bibliothek sowie Lese- und Arbeitsräume. Weiterhin bestehen ein Ausstellungsraum und eine Dokumentation der Krankenhaushistorie, ein Archiv der psychiatrischen Krankenakten für universitäre Nutzung, ein Pausenraum, Küche und Sanitäranlagen.